# Папульяс, Йоргос
Георгиос (Йоргос) Папульяс (греч. Γιώργος Παπούλιας; 19 мая 1927 — 11 сентября 2009, Афины, Греция) — греческий дипломат, бывший министр иностранных дел Греции (1989, 1990).

## Биография
Окончил юридическую школу при Афинском университете.
С 1955 г. в системе МИД Греции.
В 1957—1964 гг. — сотрудник посольств в Индии и ФРГ.
Затем работает в представительстве в Женеве, возглавляет политический департамент МИД Греции.
В 1971—1974 гг. — представитель Греции в ЮНЕСКО.
В 1974—1978 гг. — постоянный представитель в ООН.
В 1979—1988 гг. — посол в Турции,
в 1983—1989 гг. — посол в США.
В октябре-ноябре 1989 г и в феврале-апреле 1990 гг. — министр иностранных дел Греции.
Покончил с собой (застрелился) из-за проблем со здоровьем.